# Lifeblood
Albums de Manic Street Preachers
Know Your Enemy
(2001) Send Away the Tigers
(2007)
Lifeblood est le septième album du groupe gallois de rock alternatif Manic Street Preachers, publié le 1er novembre 2004 par Epic Records.

## Liste des chansons
Toutes les paroles sont écrites par Nicky Wire, toute la musique est composée par James Dean Bradfield et Sean Moore.
| No  | Titre                                                | Durée |
| --- | ---------------------------------------------------- | ----- |
| 1.  | 1985                                                 | 4:08  |
| 2.  | The Love of Richard Nixon                            | 3:38  |
| 3.  | Empty Souls                                          | 4:05  |
| 4.  | A Song for Departure                                 | 4:20  |
| 5.  | I Live to Fall Asleep                                | 3:57  |
| 6.  | To Repel Ghosts                                      | 3:58  |
| 7.  | Emily                                                | 3:34  |
| 8.  | Glasnost                                             | 3:14  |
| 9.  | Always/Never                                         | 3:42  |
| 10. | Solitude Sometimes Is                                | 3:21  |
| 11. | Fragments (paroles additionnelles par Patrick Jones) | 4:02  |
| 12. | Cardiff Afterlife                                    | 3:27  |